# Episodi di Young Royals (seconda stagione)
La seconda stagione della serie televisiva Young Royals, composta da 6 episodi, è stata interamente pubblicata dal servizio on demand Netflix il 1º novembre 2022.
| n° | Titolo originale | Titolo italiano | Pubblicazione    |
| -- | ---------------- | --------------- | ---------------- |
| 1  | Episode 1        | Episodio 1      | 1º novembre 2022 |
| 2  | Episode 2        | Episodio 2      | 1º novembre 2022 |
| 3  | Episode 3        | Episodio 3      | 1º novembre 2022 |
| 4  | Episode 4        | Episodio 4      | 1º novembre 2022 |
| 5  | Episode 5        | Episodio 5      | 1º novembre 2022 |
| 6  | Episode 6        | Episodio 6      | 1º novembre 2022 |

## Episodio 1
- Titolo originale: Episode 1
- Diretto da: Rojda Sekersöz
- Scritto da: Lisa Ambjörn

### Trama
Wilhelm inizia un nuovo semestre a Hillerska con la ferma intenzione di non perdonare August, nonostante i continui messaggi di quest'ultimo. Diventata residente del collegio a tutti gli effetti, Sara è costretta dalle compagne a imbucarsi alla festa degli studenti del terzo anno e farla interrompere. La ragazza appicca un incendio e telefona a Wilhelm per invitarlo a unirsi a lei nella vendetta contro August. Nel frattempo, anche Simon raggiunge Hillerska perché la sorella non risponde alle telefonate della madre. Wilhelm pretende che August si rivolga a lui come principe, costringendolo a farlo entrare alla festa assieme ad altri compagni. Wilhelm incontra Simon, ma il ragazzo è di fretta perché è stato accompagnato in macchina da Marcus, un amico di Sara la cui famiglia è proprietaria dei terreni accanto al collegio.
All'assemblea d'inizio anno viene annunciato che, per il 120º anniversario dalla fondazione di Hillerska, sarà presente la regina e in quell’occasione Wilhelm dovrà tenere il suo primo discorso ufficiale da erede al trono; Simon invece scopre che avrà l'onore di esibirsi davanti alla famiglia reale. Mentre Alexander rientra al collegio, tra le ragazze non si parla d'altro che di una presunta relazione tra Wilhelm e Felice. Wilhelm si ribella alla tradizione secondo cui a pranzo gli studenti del terzo anno possono servirsi per primi, un'occasione per mettersi contro August che, pur di non scontentare il principe, gli concede la vittoria; come se non bastasse, Alexander è convinto che Wilhelm sia dalla sua parte e che sia stato August a farlo sospendere per l'affare della droga. Sara aiuta August a superare un attacco di panico, rendendosi conto di provare qualcosa per lui. Simon chiede a Wilhelm di non parlarsi per qualche tempo, sperando che la distanza possa lenire quanto accaduto tra di loro; a generare ulteriore confusione è la nascente intesa tra Simon e Marcus, anche lui gay.
Wilhelm si ingelosisce nel vedere su Instagram, dall'account di Ayub, il divertente karaoke tra Simon e Marcus. Il principe telefona alla madre, incolpandola di aver prodotto la separazione tra lui e Simon e affermando di non voler essere il principe ereditario.

## Episodio 2
- Titolo originale: Episode 2
- Diretto da: Rojda Sekersöz
- Scritto da: Lisa Ambjörn & Pia Gradvall

### Trama
Wilhelm si rifiuta di rispondere alle continue telefonate di sua madre; per tutta risposta, la regina decide di ritirarlo da Hillerska come conseguenza del ricatto a cui ha costretto la Corona. Wilhelm non ha intenzione di muoversi dal collegio e un colloquio telefonico con la madre porta a un dietrofront da parte di quest'ultima. La regina dice di accettare l'omosessualità del figlio ed è pronta a sostenere il suo coming out pubblico, posticipandolo a quando avrà compiuto diciotto anni. Wilhelm potrà quindi restare a Hillerska, a condizione che accetti di vedere uno psicologo per domare i suoi scatti di rabbia e di prendere sul serio i doveri di principe ereditario, compreso il discorso che dovrà tenere per l'anniversario del collegio; a sua volta, Wilhelm riesce a ottenere l'allontanamento delle guardie di sicurezza. La notizia della permanenza di Wilhelm a Hillerska genera frustrazione in August, il cui ruolo di prefetto è sempre più vacillante dopo che gli studenti delle classi inferiori, come ulteriore segno di ribellione, hanno cominciato a usare le loro docce. Sara festeggia il compleanno con le compagne di stanza, scoprendo dal cellulare di Felice che è stata lei a incolpare August di aver girato il video su Wilhelm.
Simon non ha voglia di aspettare che Wilhelm compia diciotto anni prima di smettere di essere l'amante nascosto del principe; questo lo porta ad avvicinarsi a Marcus, in un sentimento che viene da questi ricambiato. La prima seduta con lo psicologo vede Wilhelm scegliere di restare in silenzio, anche se il principe inizia a informarsi sugli attacchi di panico. Felicie lo porta a sparare con il piattello nel poligono gestito da Marcus, spronandolo a battagliare con lui per il cuore di Simon. Vincent convince i compagni del terzo anno a eleggerlo prefetto in sostituzione di August, il quale perde anche il ruolo di capitano della squadra di canottaggio appannaggio dello stesso Vincent. Costui si rivela essere un prefetto decisamente peggiore di August, tanto da costringere gli studenti a un'estenuante corsa nella foresta per decidere chi resterà nella squadra; lungo il tragitto Simon decide di fermarsi, così Wilhelm lo convince a prendere una scorciatoia e riuscire a qualificarsi. Simon riceve un messaggio di apprezzamento da parte di Marcus, intravisto mentre lui e Wilhelm stavano correndo. August viene convocato a Corte dalla regina.

## Episodio 3
- Titolo originale: Episode 3
- Diretto da: Kristina Humle
- Scritto da: Lisa Ambjörn, Sofie Forsman & Tove Forsman

### Trama
August sta meditando di confessare la propria responsabilità nella diffusione del video, però il suo avvocato lo avverte che la conseguenza sarebbe senza alcun dubbio il carcere. Vincent è insoddisfatto di come si sta allenando la squadra, con Simon consapevole che il suo scarso livello fisico è dovuto all'aver barato nella corsa. Wilhelm confida a Felice di non capire come mai Simon gli abbia mentito a proposito del non conoscere Marcus, non riuscendo ad accettare che stia vedendo altri ragazzi. Il principe inizia ad aprirsi con lo psicologo, raccontando di aver sempre sofferto la solitudine fino a quando Simon non è riuscito a smuovere nuovi sentimenti dentro di lui. Wilhelm e Simon finiscono accoppiati in un progetto di letteratura, il che dà loro l'occasione di confrontarsi sulla questione Marcus; Simon ammette di frequentarlo, anche se non stanno insieme. Simon propone all'insegnante di modificare l'inno del collegio, aggiungendo un testo che racconta il suo disagio e il dolore di una storia passata. Sempre più isolato dal resto del gruppo e tutt'altro che disposto a fare pace con Vincent, August chiede a Sara di raggiungerlo in dormitorio perché sente il bisogno di parlare con qualcuno.
Simon dice a Marcus di non essere ancora pronto a iniziare una relazione seria; Marcus è disposto ad aspettarlo, pur avendo intuito che dietro i suoi tentennamenti c'è Wilhelm. Sara perde la verginità con August, preoccupato per la convocazione a palazzo dell'indomani perché è convinto che si tratti della faccenda del video. La partita di canottaggio indoor contro la scuola rivale vede Hillerska perdere in quanto Simon, distratto dalla presenza di Marcus tra il pubblico, ha sbagliato il cambio con Vincent. Quest'ultimo non accetta la sconfitta e organizza una spedizione punitiva alla scuola rivale. I sospetti di August trovano conferma quando la regina, ricevendolo a Corte, gli comunica di sapere che è stato lui a diffondere il video su Wilhelm. Tuttavia, la sovrana ha deciso di concedergli un'occasione per redimersi, nominandolo secondo in linea di successione al trono. Questo significa che, qualora Wilhelm non si mostrasse in grado di adempire al proprio ruolo di principe ereditario, August dovrà essere pronto a subentragli in qualsiasi circostanza; il primo banco di prova sarà l'anniversario di Hillerska, dove August dovrà imparare a memoria lo stesso discorso del principe. In un momento di debolezza, Wilhelm si bacia con Felice.

## Episodio 4
- Titolo originale: Episode 4
- Diretto da: Kristina Humle
- Scritto da: Lisa Ambjörn & Ebba Stymne

### Trama
A Hillerska si inizia a chiacchierare del flirt tra Wilhelm e Felice, sorpresi a letto da uno studente. Al collegio si festeggia la settimana dell'amore che culminerà nel tradizionale ballo in maschera. Mentre August è tornato di buon umore dal colloquio con la regina, Wilhelm viene costretto ad ammettere di aver fatto sesso con Felice, riscuotendo l'ammirazione degli altri ragazzi. Simon non nasconde il proprio disgusto nei confronti di Wilhelm, anche se quest'ultimo gli ricorda che non è stato altrettanto carino da parte sua rimpiazzarlo con Marcus. Wilhelm e Felice cercano una spiegazione a quanto successo tra loro; la ragazza non apprezza affatto la piega presa dagli eventi, poiché viene etichettata come la classica arrivista che smania di sistemarsi con la casa reale. August e Sara continuano a vedersi di nascosto, ma il loro incontro è interrotto da una telefonata che August ha ricevuto dal Palazzo per una riunione in cui programmare il suo futuro, in qualità di secondo in linea di successione al trono. August decide di mettere al corrente Sara di questa importante novità, invitandola al ballo per rivelare pubblicamente la loro storia.
Sara bidona August, scrivendogli che le sue amiche hanno deciso di andare al ballo senza accompagnatori al seguito. Simon aveva organizzato una serata tranquilla con Marcus, ma il ragazzo si è presentato vestito di tutto punto per portarlo alla festa. Sara ha scoperto che Stella è innamorata di Fredrika, ma non ha il coraggio di rivelare i propri sentimenti. August si presenta alla festa e dice ad Alexander che è stato Wilhelm a incastrarlo per la droga, iniziando a fargli terra bruciata intorno. Wilhelm promette a Simon che lo lascerà in pace, accettando la sua relazione con Marcus. August accusa Sara di averlo usato solamente per perdere la verginità, mentre invece lui credeva potesse nascere davvero qualcosa di importante. Wilhelm e Simon discutono su quanto successo tra loro l'anno precedente e in seguito si baciano nel cortile della scuola.

## Episodio 5
- Titolo originale: Episode 5
- Diretto da: Lisa Farzaneh
- Scritto da: Lisa Ambjörn, Ebba Stymne & Tove Forsman

### Trama
Wilhelm e Simon ripensano con trasporto al bacio della sera precedente. Simon confessa a Sara di aver tradito Marcus, ammettendo di sentirsi una persona orrenda perché ha fortemente voluto baciare Wilhelm. Il responsabile di corte Jan-Olof arriva a Hillerska per sovrintendere ai preparativi dell'anniversario, imponendo al coro di eseguire la versione tradizionale dell'inno anziché quella moderna di Simon; Felice ha intuito che si tratta di un modo per oscurare Simon, affinché il pubblico non possa spettegolare su lui e Wilhelm. Simon vive questa rinuncia come l'ennesimo sgarbo ricevuto in nome del buon nome della Corte; Wilhelm, stanco di essere incolpato per la storia del video, si lascia sfuggire che il vero responsabile è August, con il risultato però di indispettire ulteriormente Simon per avergli nascosto la verità. Wilhelm ricatta sua madre, imponendole di costringere Jan-Olof a ripristinare l'inno moderno; la regina si vede costretto ad avvertirlo che, in caso di rinuncia a tenere il discorso, sarà August a farlo al posto suo. Questo porta il principe a scoprire la macchinazione ordita dalla corte per nominare August erede al trono.
Wilhelm si sfoga con lo psicologo, affermando di non capire per quale motivo sua madre pretenda da lui la massima aderenza possibile al ruolo di principe, mentre al fratello Erik era consentito di avere una vita segreta. Wilhelm chiede a Simon di astenersi dal denunciare August, affinché ciò non pregiudichi il suo ruolo di riserva che consentirebbe loro di vivere liberamente il proprio amore; gli amici di Simon lo invitano a riflettere sul fatto che Wilhelm abbia praticamente dichiarato di essere pronto a rinunciare al trono. Sara reagisce male quando viene a sapere che l'amato cavallo Rousseau sarà venduto a una famiglia ricca verso la quale però la ragazza non ha la minima fiducia, sentendosi tradita da Felice che le aveva promesso di impedirlo. Quando si accorge degli sguardi che Sara si scambia con August, Simon matura la decisione di denunciarlo per impedire alla sorella di commettere un errore nel frequentare un soggetto del genere; questo voltafaccia getta Wilhelm in crisi, dato che ostacolerebbe i loro piani amorosi, e si chiude in camera sua saltando la presentazione. Dopo la lezione Simon va nella stanza di Wilhelm per assicurarsi che stia bene, in seguito si abbracciano, e in seguito fanno sesso, ma stavolta si ricordano di chiudere le tende.

## Episodio 6
- Titolo originale: Episode 6
- Diretto da: Lisa Farzaneh
- Scritto da: Lisa Ambjörn & Ebba Stymne

### Trama
Mentre a Hillerska fervono i preparativi per i festeggiamenti dell'anniversario, Simon mette fine alla relazione con Marcus, sentendosi rispondere che gli piace atteggiarsi a vittima quando invece è lui stesso a cercare di attirare l'attenzione degli altri. August espone a Wilhelm il piano che ha elaborato per proteggere la famiglia reale nel caso in cui Simon decidesse di sporgere denuncia; Alexander è disponibile a prendersi la colpa per la diffusione del video, così da salvare August, altrimenti Simon verrà a sua volta denunciato per il possesso delle pillole. Dopo aver salutato l'amato cavallo Rousseau, Sara confessa a Felice di essere innamorata di August; Felice reagisce male a questa notizia, non tanto perché è un suo ex, quanto piuttosto per la sua pessima fama. Wilhelm ferma Simon prima che lasci il collegio, portandolo al poligono in cui August sta tirando al piattello. Wilhelm punta il fucile contro August per obbligarlo a confessare da chi ha saputo della droga; Sara, nel frattempo accorsa sulla scena assieme a Felice, ammette di essere stata lei l'informatrice. Questa rivelazione mette Sara contro Felice e le altre ragazze, profondamente deluse per il tradimento nei confronti dell'amica. Simon comunica ai familiari che ha deciso di non sporgere denuncia.
Sara prende la decisione di abbandonare Hillerska, nonostante l'annuncio da parte di August che le ha comprato Rousseau. Simon dichiara a Wilhelm il suo amore e gli dice di essere disposto a viverlo nell'ombra se fosse necessario. Prima di salire sul palco a tenere il discorso, Wilhelm afferma di avere un attacco di vomito, così Jan-Olof allerta August di tenersi pronto a sostituire il principe. Wilhelm si rende conto di non poter darla vinta ad August, così trova il coraggio di salire sul palco e tenere lui il discorso come previsto. Intanto, Sara telefona alla polizia per denunciare August. Verso la fine dell'intervento, Wilhelm inizia a parlare a braccio, dicendo di non poter accettare tutte le tradizioni del collegio, soprattutto quando costringono le persone a mentire; Wilhelm annuncia quindi di essere lui il protagonista del fatidico video, dopodiché si gira a cercare lo sguardo d'approvazione di Simon.